# 새 국제판 성경

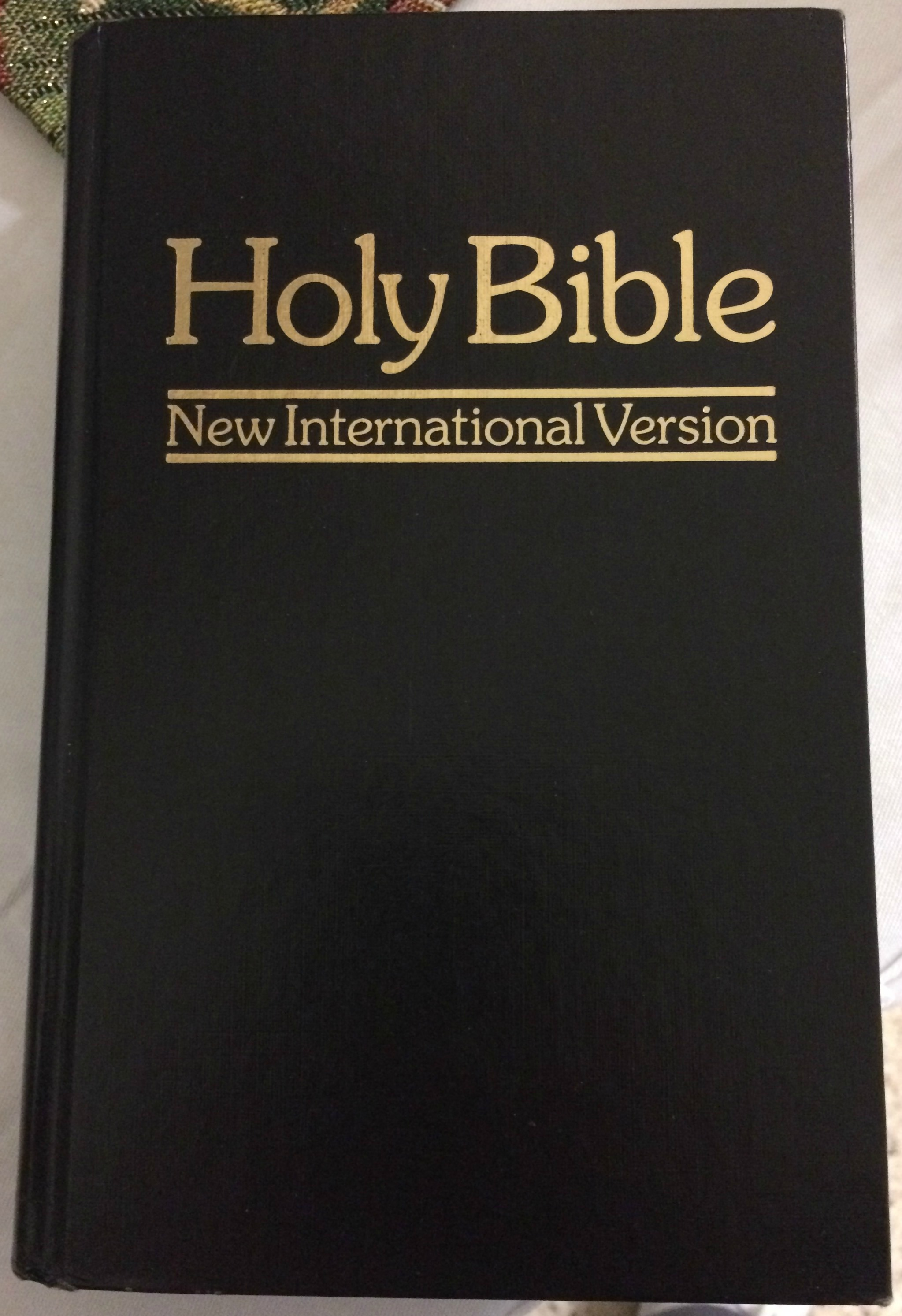
1984년 NIV 성경 앞면.

새 국제판 성경(New International Version, 간단히 NIV)은 기독교 성경의 영어 번역의 하나이다. 미국의 존더반과 영국의 Hodder & Stoughton이 출판하였다.

## 역사
NIV는 미국인의 공통 언어로 번역문을 생산하는 가치를 연구하기 위해 소위원회의 창설과 더불어 1956년에 시작되었다.

### 2011년 업데이트
2011년 NIV 업데이트 판을 출시했다. TNIV에서 성 중립 표현을 일부 수정하거나 제거하였고, 기타 변경사항을 포함했다.

## 같이 보기
- 성경 번역